# NSH Technology
Die NSH Technology GmbH (Eigenschreibung NSH TECHNOLOGY GmbH) ist ein Zusammenschluss der ehemaligen Unternehmen: NILES-SIMMONS Industrieanlagen GmbH, RASOMA Werkzeugmaschinen GmbH und WEMA Glauchau GmbH.

## Das Unternehmen
Das Unternehmen gehört zu der Niles-Simmons-Hegenscheidt Gruppe mit Sitz in Chemnitz und gehört 2008 nach eigenen Angaben zu den 35 größten Werkzeugmaschinenherstellern der Welt.
Das Unternehmen Niles Tool Works wurde 1833 durch die Brüder James und Jonathan Niles in Cincinnati (Ohio, USA) gegründet. Die deutsche Niederlassung Deutsche Niles-Werke AG Berlin wurde 1898 durch die Niles-Bement-Pond Tool Company gegründet. Im Jahr 1930 erfolgte die Übernahme des Chemnitzer Drehmaschinenbauers Escher und die Umbenennung in Deutsche Niles Werke AG, Werk Siegmar. 1945 wurde der NBP von Chandler-Evans (später Coltec Industries) übernommen. Die Chemnitzer Niederlassung Niles Siegmar wurde 1950 enteignet und in Volkseigentum überführt. Niles Siegmar hatte sich endgültig vom Hauptwerk in Berlin abgekoppelt. Unter dem neuen Namen Großdrehmaschinenbau „8. Mai“ entwickelte sich das Unternehmen im Werkzeugmaschinenkombinat „7. Oktober“ zu einem der größten Drehmaschinenhersteller des RGW-Gebietes und wurde 1990 als Unternehmen der Treuhandanstalt wieder zur Niles Drehmaschinen GmbH umfirmiert. 1992 gründete der Eigentümer des amerikanischen Unternehmens Simmons Machine Tool Corporation (heute NSH USA), Hans J. Naumann, in Chemnitz die Niles-Simmons Industrieanlagen GmbH, welche von der Treuhand die Niles Drehmaschinen GmbH kaufte. 2001 wurde die Firma Hegenscheidt im Rheinland übernommen und die Niles-Simmons-Hegenscheidt-Gruppe gegründet. 2022 wurden die Werke Niles-Simmons Industrieanlagen GmbH, RASOMA Werkzeugmaschinen GmbH und Werkzeugmaschinenfabrik (WEMA) Glauchau GmbH zu NSH TECHNOLOGY GmbH fusioniert.